# Коробчеево
Коробчеево — село в Коломенском районе Московской области.

## Население
| 2002 | 2006 | 2010 |
| ---- | ---- | ---- |
| 316  | ↗395 | ↗520 |

## Предприятия
- Аэродром Коробчеево — самый большой аэродром в Московском регионе, используемый для выброски парашютистов.

## Известные уроженцы
- Дятлов, Николай Алексеевич (1901—1978) — деятель охраны правопорядка, заместитель министра внутренних дел УССР, комиссар милиции 2-го ранга.